# Pomerium
Pomerium eller pomoerium var en religiøs grænse omkring byen Rom og byer kontrolleret af Rom. I juridisk henseende eksisterede Rom kun inden for sit pomerium; alt udenfor dette var simpelthen territorium (ager) tilhørende Rom.

## Etymologi
Udtrykket pōmērium er en klassisk sammentrækning af den latinske sætning post moerium (overs. 'bag muren'). Den romerske historiker Livius skriver i sin Ab Urbe Condita, at selvom etymologien antyder en betydning, der refererer til en enkelt side af muren, var pomerium oprindeligt et jordområde på begge sider af bymuren. Han fortæller, at det var en etruskisk tradition at indvie dette område med augur, og at det teknisk set var ulovligt at bebo eller dyrke området ved pomerium, hvilket til dels havde til formål at forhindre bygninger i at blive opført tæt på muren (selvom han skriver, at man i hans tid faktisk byggede huse mod muren på linjen). Andre forfattere foreslår en afledning fra prō moerium, "mod muren".

## Placering og udvidelser
Traditionen hævdede, at pomerium var den oprindelige linje, som Romulus rituelt pløjede rundt om den oprindelige bys mure, og at den blev udvidet af Servius Tullius. Den legendariske dato for dens afgrænsning, d. 21. april, blev fortsat fejret som årsdagen for byens grundlæggelse.
Pomerium fulgte ikke linjen fra Serviusmuren og forblev uændret, indtil diktatoren Lucius Cornelius Sulla – i en demonstration af sin absolutte magt – udvidede den i 80 f.Kr. Adskillige hvide markeringssten (kendt som "cippi") bestilt af Claudius er blevet fundet in situ, og flere er blevet fundet væk fra deres oprindelige placering. Disse sten markerer grænserne og de relative dimensioner af pomerium-udvidelsen af Claudius. Denne udvidelse er omtalt af Tacitus og skitseret af Aulus Gellius. Den seneste sten fra Claudius' regeringstid blev opdaget den 17. juni 2021 i nærheden af Augustus' mausoleum.
Pomerium var ikke et område afgrænset af mure, men snarere et juridisk og religiøst defineret område markeret af cippi. Det omfattede hverken hele hovedstadsområdet eller endda alle de syv høje (Palatinerhøjen var inden for pomerium, men Kapitol- og Aventinerhøjene var det ikke). Curia Hostilia og Comitiums brønd i Forum Romanum – to ekstremt vigtige steder i bystatens regering og dens imperium – var placeret inden for pomerium, mens Bellona-templet lå bag pomerium.

## Tilknyttede restriktioner
Pomerium repræsenterede en hellig grænse. I henhold til Livius var krænkelse af pomerium det samme som at strække menneskekroppen for langt.
- De magistrater, der holdt imperium, havde ikke fuld magt inde i pomerium. De kunne få en borger slået, men ikke dømt til døden. Dette blev symboliseret ved at fjerne økserne fra fasces båret af magistratens liktorer.[8] Kun en diktators liktorer kunne bære fasces indeholdende økser inde i pomerium.
- Det var forbudt at begrave de døde inde i pomerium. I løbet af sit liv modtog Julius Cæsar på forhånd retten til en grav inde i pomerium, men hans aske blev faktisk lagt i hans familiegrav.[9] Imidlertid blev Trajans aske begravet efter hans død i 117 e.Kr. ved foden af hans søjle, som var inden for pomerium.[9]
- Provinsielle promagistrater og generaler blev forbudt at komme ind i pomerium, og frasagde sig deres imperium straks efter, at de have krydset grænsen til pomerium (da det var forbudt for hæren at komme ind i Italien). Triumfceremonier, hvor en hær ville marchere gennem byen for at fejre en sejr, var en undtagelse fra denne regel, selvom en general kun kunne komme ind i byen på selve dagen for sin triumf, og ville blive bedt om at vente uden for pomerium med sine tropper indtil øjeblikket for ceremonien.[9] Under den Romerske Republik mistede soldater også deres status, når de kom ind og blev borgere: således bar soldater ved deres generals triumf civil påklædning. Comitia Centuriata (en af de romerske forsamlinger, bestående af centurie, der var stemmeenheder, men oprindeligt militære formationer i legionerne), skulle mødes på Campus Martius uden for pomerium. På samme måde som triumfen tillod den romerske ovatio også en general at krydse pomerium uden at miste rang, men generelt kunne han ikke bringe sine soldater og måtte gå ind til fods i stedet for på en vogn ledet af hvide heste.
- Pompejus' teater, hvor Julius Cæsar blev myrdet, lå uden for pomerium og omfattede et kammer, hvor Senatet kunne mødes. Dette tillod deltagelse af alle senatorer, som var forbudt at krydse pomerium og dermed ikke ville have været i stand til at mødes i Curia Hostilia.
- Våben var forbudt indenfor pomerium. Prætorianergarden var kun tilladt i civil påklædning (toga), og blev derefter kollektivt kaldt cohors togata. Men det var muligt at snige dolke ind. Da attentatet på Julius Cæsars fandt sted uden for denne grænse, kunne de senatordiske konspiratorer ikke blive anklaget for helligbrøde for at bære våben inde i den hellige by.

## Eksterne links
- Samuel Ball Platner, en topografisk ordbog over det gamle Rom : Pomerium
- Smith's Dictionary of Greek and Roman Antiquities : Pomoerium
- Transactions of American Philological Association Alternativ etymologi: pro-murium